# 500 Millas de Indianápolis de 2023
La 107.ª edición de las 500 Millas de Indianápolis se disputó el 28 de mayo de 2023 en el Indianapolis Motor Speedway, ubicado en Speedway, Indiana (Estados Unidos). Fue la sexta ronda de la temporada 2023 de IndyCar Series, además de ser el evento más importante de la categoría.
Álex Palou consiguió la pole position de la carrera, su primera pole en Indianápolis y la octava para el equipo Chip Ganassi Racing. La velocidad de clasificación de Palou de 234,217 mph (376,936 km/h), la cual estableció un nuevo récord de velocidad de pole más rápida para las 500 Millas de Indianápolis, superando la velocidad que su compañero de equipo Scott Dixon había establecido el año anterior. La vuelta más rápida también reemplazó a la de Dixon como la vuelta de clasificación más rápida en Indianápolis.
Marcus Ericsson de Chip Ganassi Racing ingresó a la edición defendiendo su título. Josef Newgarden pasó justamente a Ericsson en un reinicio frenético con media vuelta para el final luego de múltiples incidentes al final de la carrera para ganar sus primeras 500 Millas de Indianápolis.

## Participantes
Nota: Todos los equipos usan los chasis Dallara DW12 con motores Chevrolet u Honda y neumáticos Firestone.
| N.º     | Piloto              | Escudería                                                     | Motor     |
| ------- | ------------------- | ------------------------------------------------------------- | --------- |
| 2       | Josef Newgarden     | Team Penske                                                   | Chevrolet |
| 3       | Scott McLaughlin    | Team Penske                                                   | Chevrolet |
| 5       | Pato O'Ward         | Arrow McLaren                                                 | Chevrolet |
| 6       | Felix Rosenqvist    | Arrow McLaren                                                 | Chevrolet |
| 06      | Hélio Castroneves W | Meyer Shank Racing                                            | Honda     |
| 7       | Alexander Rossi W   | Arrow McLaren                                                 | Chevrolet |
| 8       | Marcus Ericsson W   | Chip Ganassi Racing                                           | Honda     |
| 9       | Scott Dixon W       | Chip Ganassi Racing                                           | Honda     |
| 10      | Álex Palou          | Chip Ganassi Racing                                           | Honda     |
| 11      | Takuma Satō W       | Chip Ganassi Racing                                           | Honda     |
| 12      | Will Power W        | Team Penske                                                   | Chevrolet |
| 14      | Santino Ferrucci    | A. J. Foyt Enterprises                                        | Chevrolet |
| 15      | Graham Rahal        | Rahal Letterman Lanigan Racing                                | Honda     |
| 18      | David Malukas       | Dale Coyne Racing with HMD Motorsports                        | Honda     |
| 20      | Conor Daly          | Ed Carpenter Racing                                           | Chevrolet |
| 21      | Rinus VeeKay        | Ed Carpenter Racing                                           | Chevrolet |
| 23      | Ryan Hunter-Reay W  | Dreyer & Reinbold Racing                                      | Chevrolet |
| 24      | Stefan Wilson       | Dreyer & Reinbold Racing / Cusick Motorsports                 | Chevrolet |
| 26      | Colton Herta        | Andretti Autosport w/ Curb-Agajanian                          | Honda     |
| 27      | Kyle Kirkwood       | Andretti Autosport                                            | Honda     |
| 28      | Romain Grosjean     | Andretti Autosport                                            | Honda     |
| 29      | Devlin DeFrancesco  | Andretti Steinbrenner Autosport                               | Honda     |
| 30      | Jack Harvey         | Rahal Letterman Lanigan Racing                                | Honda     |
| 33      | Ed Carpenter        | Ed Carpenter Racing                                           | Chevrolet |
| 44      | Katherine Legge     | Rahal Letterman Lanigan Racing                                | Honda     |
| 45      | Christian Lundgaard | Rahal Letterman Lanigan Racing                                | Honda     |
| 50      | R. C. Enerson R     | Abel Motorsports                                              | Chevrolet |
| 51      | Sting Ray Robb R    | Dale Coyne Racing with Rick Ware Racing                       | Honda     |
| 55      | Benjamin Pedersen R | A. J. Foyt Enterprises                                        | Chevrolet |
| 60      | Simon Pagenaud W    | Meyer Shank Racing                                            | Honda     |
| 66      | Tony Kanaan W       | Arrow McLaren                                                 | Chevrolet |
| 77      | Callum Ilott        | Juncos Hollinger Racing                                       | Chevrolet |
| 78      | Agustín Canapino R  | Juncos Hollinger Racing                                       | Chevrolet |
| 98      | Marco Andretti      | Andretti Herta Autosport with Marco Andretti & Curb-Agajanian | Honda     |
| Fuente: |                     |                                                               |           |

- W  Ganador previo de las 500 Millas de Indianápolis.
- R  Novato de las 500 Millas de Indianápolis.

## Calendario
| Fecha      | Sesión                                          |
| ---------- | ----------------------------------------------- |
| 16 de mayo | Práctica 1                                      |
| 17 de mayo | Práctica 2                                      |
| 18 de mayo | Práctica 3                                      |
| 19 de mayo | Práctica 4                                      |
| 20 de mayo | Clasificación 1                                 |
| 21 de mayo | Clasificación Top 12                            |
| 21 de mayo | Clasificación Last Chance                       |
| 21 de mayo | Clasificación Fast Six                          |
| 22 de mayo | Práctica 5                                      |
| 26 de mayo | Carb Day                                        |
| 26 de mayo | Pit Stop Competition                            |
| 28 de mayo | 107.ª edición de las 500 Millas de Indianápolis |
| Fuente:    |                                                 |

## Clasificación

### Clasificación 1
| Pos.                        | N.º                    | Piloto                 | Escudería                                                   | Motor                  | Velocidad              |
| Clasificados al Top 12      | Clasificados al Top 12 | Clasificados al Top 12 | Clasificados al Top 12                                      | Clasificados al Top 12 | Clasificados al Top 12 |
| --------------------------- | ---------------------- | ---------------------- | ----------------------------------------------------------- | ---------------------- | ---------------------- |
| 1                           | 6                      | Felix Rosenqvist       | Arrow McLaren                                               | Chevrolet              | 376,5 km/h             |
| 2                           | 7                      | Alexander Rossi W      | Arrow McLaren                                               | Chevrolet              | 375,8 km/h             |
| 3                           | 10                     | Álex Palou             | Chip Ganassi Racing                                         | Honda                  | 375,6 km/h             |
| 4                           | 21                     | Rinus VeeKay           | Ed Carpenter Racing                                         | Chevrolet              | 375,6 km/h             |
| 5                           | 9                      | Scott Dixon W          | Chip Ganassi Racing                                         | Honda                  | 375,6 km/h             |
| 6                           | 66                     | Tony Kanaan W          | Arrow McLaren                                               | Chevrolet              | 375,5 km/h             |
| 7                           | 11                     | Takuma Satō W          | Chip Ganassi Racing                                         | Honda                  | 375,5 km/h             |
| 8                           | 5                      | Pato O'Ward            | Arrow McLaren                                               | Chevrolet              | 375,4 km/h             |
| 9                           | 14                     | Santino Ferrucci       | A. J. Foyt Racing                                           | Chevrolet              | 375,2 km/h             |
| 10                          | 8                      | Marcus Ericsson W      | Chip Ganassi Racing                                         | Honda                  | 375 km/h               |
| 11                          | 55                     | Benjamin Pedersen R    | A. J. Foyt Racing                                           | Chevrolet              | 374,6 km/h             |
| 12                          | 12                     | Will Power W           | Team Penske                                                 | Chevrolet              | 374,5 km/h             |
| 13-30                       |                        |                        |                                                             |                        |                        |
| 13                          | 33                     | Ed Carpenter           | Ed Carpenter Racing                                         | Chevrolet              | 374,5 km/h             |
| 14                          | 3                      | Scott McLaughlin       | Team Penske                                                 | Chevrolet              | 374,5 km/h             |
| 15                          | 27                     | Kyle Kirkwood          | Andretti Autosport                                          | Honda                  | 374,4 km/h             |
| 16                          | 20                     | Conor Daly             | Ed Carpenter Racing                                         | Chevrolet              | 374,1 km/h             |
| 17                          | 2                      | Josef Newgarden        | Team Penske                                                 | Chevrolet              | 374 km/h               |
| 18                          | 23                     | Ryan Hunter-Reay W     | Dreyer & Reinbold Racing                                    | Chevrolet              | 373,6 km/h             |
| 19                          | 28                     | Romain Grosjean        | Andretti Autosport                                          | Honda                  | 373,4 km/h             |
| 20                          | 06                     | Hélio Castroneves W    | Meyer Shank Racing                                          | Honda                  | 373,3 km/h             |
| 21                          | 26                     | Colton Herta           | Andretti Autosport w/ Curb-Agajanian                        | Honda                  | 373,3 km/h             |
| 22                          | 60                     | Simon Pagenaud W       | Meyer Shank Racing                                          | Honda                  | 373,2 km/h             |
| 23                          | 18                     | David Malukas          | Dale Coyne Racing w/ HMD Motorsports                        | Honda                  | 373 km/h               |
| 24                          | 98                     | Marco Andretti         | Andretti Herta Autosport w/ Marco Andretti & Curb-Agajanian | Honda                  | 372,9 km/h             |
| 25                          | 24                     | Stefan Wilson          | Dreyer & Reinbold Racing w/ Cusick Motorsports              | Chevrolet              | 372,8 km/h             |
| 26                          | 29                     | Devlin DeFrancesco     | Andretti Steinbrenner Autosport                             | Honda                  | 372,3 km/h             |
| 27                          | 78                     | Agustín Canapino R     | Juncos Hollinger Racing                                     | Chevrolet              | 372,3 km/h             |
| 28                          | 77                     | Callum Ilott           | Juncos Hollinger Racing                                     | Chevrolet              | 372,1 km/h             |
| 29                          | 50                     | R. C. Enerson R        | Abel Motorsports                                            | Chevrolet              | 372 km/h               |
| 30                          | 44                     | Katherine Legge        | Rahal Letterman Lanigan Racing                              | Honda                  | 371,9 km/h             |
| Clasificados al Last Chance |                        |                        |                                                             |                        |                        |
| 31                          | 45                     | Christian Lundgaard    | Rahal Letterman Lanigan Racing                              | Honda                  | Sin tiempo             |
| 32                          | 51                     | Sting Ray Robb R       | Dale Coyne Racing w/ Rick Ware Racing                       | Honda                  | Sin tiempo             |
| 33                          | 30                     | Jack Harvey            | Rahal Letterman Lanigan Racing                              | Honda                  | Sin tiempo             |
| 34                          | 15                     | Graham Rahal           | Rahal Letterman Lanigan Racing                              | Honda                  | Sin tiempo             |
| Fuente:                     |                        |                        |                                                             |                        |                        |

### Top 12
| Pos.                     | N.º                      | Piloto                   | Escudería                | Motor                    | Velocidad                |
| Clasificados al Fast Six | Clasificados al Fast Six | Clasificados al Fast Six | Clasificados al Fast Six | Clasificados al Fast Six | Clasificados al Fast Six |
| ------------------------ | ------------------------ | ------------------------ | ------------------------ | ------------------------ | ------------------------ |
| 1                        | 6                        | Felix Rosenqvist         | Arrow McLaren            | Chevrolet                | 376,7 km/h               |
| 2                        | 14                       | Santino Ferrucci         | A. J. Foyt Racing        | Chevrolet                | 376,4 km/h               |
| 3                        | 21                       | Rinus VeeKay             | Ed Carpenter Racing      | Chevrolet                | 376,3 km/h               |
| 4                        | 10                       | Álex Palou               | Chip Ganassi Racing      | Honda                    | 376,2 km/h               |
| 5                        | 9                        | Scott Dixon W            | Chip Ganassi Racing      | Honda                    | 375,7 km/h               |
| 6                        | 5                        | Pato O'Ward              | Arrow McLaren            | Chevrolet                | 375,3 km/h               |
| Posiciones 7-12          |                          |                          |                          |                          |                          |
| 7                        | 7                        | Alexander Rossi W        | Arrow McLaren            | Chevrolet                | 375,2 km/h               |
| 8                        | 11                       | Takuma Satō W            | Chip Ganassi Racing      | Honda                    | 375,1 km/h               |
| 9                        | 66                       | Tony Kanaan W            | Arrow McLaren            | Chevrolet                | 375,1 km/h               |
| 10                       | 8                        | Marcus Ericsson W        | Chip Ganassi Racing      | Honda                    | 374,8 km/h               |
| 11                       | 55                       | Benjamin Pedersen R      | A. J. Foyt Racing        | Chevrolet                | 374,4 km/h               |
| 12                       | 12                       | Will Power W             | Team Penske              | Chevrolet                | 374,4 km/h               |
| Fuente:                  |                          |                          |                          |                          |                          |

### Last Chance
| Pos.            | N.º          | Piloto              | Escudería                             | Motor        | Velocidad    |
| Clasificados    | Clasificados | Clasificados        | Clasificados                          | Clasificados | Clasificados |
| --------------- | ------------ | ------------------- | ------------------------------------- | ------------ | ------------ |
| 31              | 45           | Christian Lundgaard | Rahal Letterman Lanigan Racing        | Honda        | 369,6 km/h   |
| 32              | 51           | Sting Ray Robb R    | Dale Coyne Racing w/ Rick Ware Racing | Honda        | 369,4 km/h   |
| 33              | 30           | Jack Harvey         | Rahal Letterman Lanigan Racing        | Honda        | 368,8 km/h   |
| No clasificados |              |                     |                                       |              |              |
| 34              | 15           | Graham Rahal        | Rahal Letterman Lanigan Racing        | Honda        | 368,8 km/h   |
| Fuente:         |              |                     |                                       |              |              |

### Fast Six
| Pos.    | N.º | Piloto           | Escudería           | Motor     | Velocidad  |
| ------- | --- | ---------------- | ------------------- | --------- | ---------- |
| 1       | 10  | Álex Palou       | Chip Ganassi Racing | Honda     | 376,9 km/h |
| 2       | 21  | Rinus VeeKay     | Ed Carpenter Racing | Chevrolet | 376,9 km/h |
| 3       | 6   | Felix Rosenqvist | Arrow McLaren       | Chevrolet | 376,8 km/h |
| 4       | 14  | Santino Ferrucci | A. J. Foyt Racing   | Chevrolet | 376 km/h   |
| 5       | 5   | Pato O'Ward      | Arrow McLaren       | Chevrolet | 375,2 km/h |
| 6       | 9   | Scott Dixon W    | Chip Ganassi Racing | Honda     | 375,2 km/h |
| Fuente: |     |                  |                     |           |            |

## Parrilla de salida
| Fila    | Interior | Interior           | Medio | Medio               | Exterior | Exterior            |
| Fila    | N.º      | Piloto             | N.º   | Piloto              | N.º      | Piloto              |
| ------- | -------- | ------------------ | ----- | ------------------- | -------- | ------------------- |
| 1       | 10       | Álex Palou         | 21    | Rinus VeeKay        | 6        | Felix Rosenqvist    |
| 2       | 14       | Santino Ferrucci   | 5     | Pato O'Ward         | 9        | Scott Dixon W       |
| 3       | 7        | Alexander Rossi W  | 11    | Takuma Satō W       | 66       | Tony Kanaan W       |
| 4       | 8        | Marcus Ericsson W  | 55    | Benjamin Pedersen R | 12       | Will Power W        |
| 5       | 33       | Ed Carpenter       | 3     | Scott McLaughlin    | 27       | Kyle Kirkwood       |
| 6       | 20       | Conor Daly         | 2     | Josef Newgarden     | 23       | Ryan Hunter-Reay W  |
| 7       | 28       | Romain Grosjean    | 06    | Hélio Castroneves W | 26       | Colton Herta        |
| 8       | 60       | Simon Pagenaud W   | 18    | David Malukas       | 98       | Marco Andretti      |
| 9       | 29       | Devlin DeFrancesco | 78    | Agustín Canapino R  | 77       | Callum Ilott        |
| 10      | 50       | R. C. Enerson R    | 44    | Katherine Legge     | 45       | Christian Lundgaard |
| 11      | 51       | Sting Ray Robb R   | 30    | Jack Harvey         | 24       | Graham Rahal        |
| Fuente: |          |                    |       |                     |          |                     |

## Carrera
Resultados
| Pos. | N.º | Piloto              | Escudería                                                   | Motor     | Vueltas | Tiempo/Retirado | Parrilla | Puntos |
| ---- | --- | ------------------- | ----------------------------------------------------------- | --------- | ------- | --------------- | -------- | ------ |
| 1    | 2   | Josef Newgarden     | Team Penske                                                 | Chevrolet | 200     | 2:58:21.9611    | 17       | 51     |
| 2    | 8   | Marcus Ericsson W   | Chip Ganassi Racing                                         | Honda     | 200     | +0.0974         | 10       | 44     |
| 3    | 14  | Santino Ferrucci    | A. J. Foyt Racing                                           | Chevrolet | 200     | +0.5273         | 4        | 45     |
| 4    | 10  | Álex Palou          | Chip Ganassi Racing                                         | Honda     | 200     | +0.7638         | 1        | 45     |
| 5    | 7   | Alexander Rossi W   | Arrow McLaren                                               | Chevrolet | 200     | +0.9934         | 7        | 37     |
| 6    | 9   | Scott Dixon W       | Chip Ganassi Racing                                         | Honda     | 200     | +1.4316         | 6        | 35     |
| 7    | 11  | Takuma Satō W       | Chip Ganassi Racing                                         | Honda     | 200     | +1.5770         | 8        | 32     |
| 8    | 20  | Conor Daly          | Ed Carpenter Racing                                         | Chevrolet | 200     | +1.8855         | 16       | 24     |
| 9    | 26  | Colton Herta        | Andretti Autosport w/ Curb-Agajanian                        | Honda     | 200     | +2.2248         | 21       | 23     |
| 10   | 21  | Rinus VeeKay        | Ed Carpenter Racing                                         | Chevrolet | 200     | +3.2648         | 2        | 32     |
| 11   | 23  | Ryan Hunter-Reay W  | Dreyer & Reinbold Racing                                    | Chevrolet | 200     | +3.4223         | 18       | 20     |
| 12   | 77  | Callum Ilott        | Juncos Hollinger Racing                                     | Chevrolet | 200     | +4.0470         | 27       | 19     |
| 13   | 29  | Devlin DeFrancesco  | Andretti Steinbrenner Autosport                             | Honda     | 200     | +4.7432         | 25       | 17     |
| 14   | 3   | Scott McLaughlin    | Team Penske                                                 | Chevrolet | 200     | +5.0045         | 14       | 16     |
| 15   | 06  | Hélio Castroneves W | Meyer Shank Racing                                          | Honda     | 200     | +5.4631         | 20       | 16     |
| 16   | 66  | Tony Kanaan W       | Arrow McLaren                                               | Chevrolet | 200     | +5.7158         | 9        | 18     |
| 17   | 98  | Marco Andretti      | Andretti Herta Autosport w/ Marco Andretti & Curb-Agajanian | Honda     | 200     | +8.9800         | 24       | 13     |
| 18   | 30  | Jack Harvey         | Rahal Letterman Lanigan Racing                              | Honda     | 199     | +1 vueltas      | 32       | 12     |
| 19   | 45  | Christian Lundgaard | Rahal Letterman Lanigan Racing                              | Honda     | 198     | +2 vueltas      | 30       | 11     |
| 20   | 33  | Ed Carpenter        | Ed Carpenter Racing                                         | Chevrolet | 197     | Contacto        | 13       | 10     |
| 21   | 55  | Benjamin Pedersen R | A. J. Foyt Racing                                           | Chevrolet | 196     | Contacto        | 11       | 11     |
| 22   | 24  | Graham Rahal        | Dreyer & Reinbold Racing                                    | Chevrolet | 195     | +5 vueltas      | 33       | 8      |
| 23   | 12  | Will Power W        | Team Penske                                                 | Chevrolet | 195     | +5 vueltas      | 12       | 9      |
| 24   | 5   | Pato O'Ward         | Arrow McLaren                                               | Chevrolet | 192     | Contacto        | 5        | 17     |
| 25   | 60  | Simon Pagenaud W    | Meyer Shank Racing                                          | Honda     | 192     | Contacto        | 22       | 5      |
| 26   | 78  | Agustín Canapino R  | Juncos Hollinger Racing                                     | Chevrolet | 192     | Contacto        | 26       | 5      |
| 27   | 6   | Felix Rosenqvist    | Arrow McLaren                                               | Chevrolet | 183     | Contacto        | 3        | 16     |
| 28   | 27  | Kyle Kirkwood       | Andretti Autosport                                          | Honda     | 183     | Contacto        | 15       | 5      |
| 29   | 18  | David Malukas       | Dale Coyne Racing w/ HMD Motorsports                        | Honda     | 160     | Contacto        | 23       | 5      |
| 30   | 28  | Romain Grosjean     | Andretti Autosport                                          | Honda     | 149     | Contacto        | 19       | 5      |
| 31   | 51  | Sting Ray Robb R    | Dale Coyne Racing w/ Rick Ware Racing                       | Honda     | 90      | Contacto        | 31       | 5      |
| 32   | 50  | R. C. Enerson R     | Abel Motorsports                                            | Chevrolet | 75      | Mecánico        | 28       | 5      |
| 33   | 44  | Katherine Legge     | Rahal Letterman Lanigan Racing                              | Honda     | 41      | Contacto        | 29       | 5      |

Fuente: IndyCar Series.